# Euphyia indefinata
Euphyia indefinata là một loài bướm đêm trong họ Geometridae.